# 舊赫伯特普萊斯 (加利福尼亞州)
舊赫伯特普萊斯（英語：Old Hulbert Place）是位於美國加利福尼亞州莫多克縣的一個非建制地區。該地的面積和人口皆未知。

## 地理
舊赫伯特普萊斯的座標為41°26′18″N 121°03′10″W / 41.43833°N 121.05278°W，而該地的平均海拔高度為1410米（即4626英尺）。